# Barro (Recife)
Barro é um bairro do Recife, Pernambuco.
Localiza-se no RPA5 e faz limite com os bairros Tejipió, Jardim São Paulo, Areias, Ibura, Cohab e com o município de Jaboatão dos Guararapes. Vale lembrar que o 4º BCom e a maior parte da comunidade da Vila dos Milagres são partes integrantes do bairro do Barro e não do Ibura ou Cohab, como muitos acham.
O bairro é cortado pela Av. Dr. José Rufino que liga o município do Jaboatão dos Guararapes ao centro de Recife e pela rodovia BR 101. Seus principais pontos de referência são a Igreja de Nossa Senhora da Conceição, que originalmente era uma capela de taipa com uma cruz de madeira no alto, e onde foi colocada uma imagem de Nossa Senhora da Conceição. Há também o Colégio da Imaculada Conceição e a estação de metrô do Barro que leva o usuário aos mais diversos pontos da região metropolitana do Recife.

## História
A história do bairro inicia-se no tempo do Brasil colônia, embora não haja registros formais de seu início. Muitas de suas casas foram construídas ainda nos séculos XIX e XX. Suas terras originalmente eram do Engenho Peres, montado pelo português José Peres em fins do século XVII.

## Demografia
Área Territorial: 454 ha 
População Residente: 31.847 habitantes
Densidade demográfica: 70,09 hab./ha